# Hermanivka
Hermanivka (en ukrainien Германівка) est une commune rurale du Raïon d'Oboukhiv situé dans l'oblast de Kiev, en Ukraine. Sa population s'élevait à 1 667 habitants en 2001.

## Géographie
Hermanivka est située à 40 km au sud de Kiev. 

## Administration
Hermanivka   fait partie du raïon d'Oboukhiv.

## Histoire
Le village est mentionné pour la première fois en 1096 sous le nom de Краснa car situé sur la rivière Krasna (Красна), un affluent du Dniepr long de 48 km. 
Au XVIIIe siècle, les paysans d'Hermanivka, qui faisait alors partie de l'Empire russe, participèrent activement au mouvement anti-servage.
Hermanivka a beaucoup souffert pendant la famine de l'Holodomor de 1932 à 1933, perdant 20 % de sa population.
À l'heure actuelle, Hermanivka compte plusieurs écoles, bibliothèques et églises. 
Dniprova Tchaïka, poétesse, écrivaine pour enfants, nouvelliste, traductrice et éducatrice ukrainienne, y est morte le 13 mars 1927.